# Anarchismo sociale

Bandiera rosso-nera, vessillo del socialismo libertario.

L'anarchismo sociale (in inglese: social anarchism), è una forma di socialismo anti-statalista e libertaria, nonché la branca dell'anarchismo che vede la libertà individuale interconnessa all'aiuto reciproco e la cooperazione. Come ideologia politica anarchica ha come principio la giustizia sociale. Mentre l'anarchismo individualista sottolinea l'autonomia personale e la natura razionale degli esseri umani, l'anarchismo sociale vede «la libertà  individuale come concettualmente legata all'uguaglianza ed enfatizza l'aspetto comunitario e l'aiuto reciproco». Il concetto di anarchismo sociale è quindi utilizzato per descrivere specificamente le tendenze dell'anarchismo che enfatizzano gli aspetti comunitari e cooperativi, la libera associazione delle persone e la coesistenza e cooperazione delle stesse in libere comunità. L'anarchismo sociale include l'anarco-collettivismo, l'anarco-comunismo, l'anarco-sindacalismo, l'ecologia sociale e l'economia partecipativa. L'anarchismo sociale è legato all'anarco-comunismo (come gli anarco-comunisti sostengono particolarmente la democrazia diretta), ma non completamente. Negli Stati Uniti il termine anarchismo sociale si riferisce al circolo di Murray Bookchin e all'omonimo giornale fondato nel 1980.
Se non utilizzato in contrapposizione al socialismo autoritario e statalista, molti anarchici rigettano termini come socialismo anarchico (utilizzati per lo più da teorici che riconoscono l'anarco-capitalismo nel movimento anarchico per distinguerlo dall'anarco-individualismo) in quanto considerano l'anarchismo un'ideologia socialista della tradizione libertaria, venendo spesso visto come sinonimo del socialismo libertario e preferendo invece l'anarchismo sociale come termine, considerando l'anarchismo sociale e l'anarchismo individualista entrambi varianti del socialismo libertario e vedendo le loro differenze per lo più nei mezzi nell'ottenere l'anarchia piuttosto che sui fini, rimanendo compatibili e vedendo l'individuo e la comunità come complementari piuttosto che mutualmente esclusivi, tanto che molti anarco-comunisti si definiscono individualisti radicali, vedendo nella proprietà collettiva il miglior sistema sociale per la realizzazione della libertà individuale. Nel libro La fine dell'anarchismo? Luigi Galleani scrisse: «Tra il comunismo (non certo inteso come un aspetto nuovo di stato, di governo, condannato a riprodurre in sé tutte le iniquità ed i misfatti dei governi che lo hanno preceduto; ma come libera, volontaria, solidale cooperazione di tutti e di ciascuno nella produzione) e l'individualismo (nel senso che nessuna autorità di istituti, di maggioranze o di minoranze possa interferire collo sviluppo e la libertà dell'individuo, e comunque attenuarne l'autonomia) non vi è contraddizione né incompatibilità: l'uno è semplicemente il terreno economico nel quale l'altro abbia la possibilità di regolarizzarsi, di esercitarsi».
Di fatto molti anarchici individualisti, tra cui Benjamin Tucker e Lysander Spooner, si identificavano come socialisti e come parte del movimento operaio. Inoltre sebbene a partire dal XX secolo il socialismo è stato spesso confuso con il socialismo di Stato e gli Stati marxisti-leninisti, nel XIX secolo il termine socialismo indicava l'opposizione al capitalismo, visto come usura e indicato come un sistema politico costruito sui privilegi dei proprietari del capitale. Per socialismo si intendeva invece un ampio concetto che servisse a risolvere quello che fu chiamato il problema del lavoro, le cui soluzioni includevano l'abolizione della proprietà privata (proprietà produttiva), l'avanzamento del cooperativismo invece della competizione e di società cooperative e della proprietà pubblica o il libero mercato e la libera concorrenza. Tuttavia questi socialisti erano in accordo nell'opporre il capitalismo, il lavoro subordinato, il rapporto autoritario datore di lavoro-impiegato e i privilegi del capitale e dei capitalisti, supportando invece la teoria del valore-lavoro, la democrazia nei luoghi di lavoro e a tutta la società, l'autogestione dei lavoratori e in generale che questi ricevessero per intero il frutto e il valore del proprio lavoro. Sebbene a partire dal XX secolo il capitalismo sia diventato sinonimo del libero mercato e il socialismo dell'economia pianificata sovietica e dei suoi alleati, in realtà considerata un'economia di comando amministrativo piuttosto che pianificata, il socialismo includeva come definizione anche il libero mercato, tanto che si parla di socialismo ricardiano, secondo altri il socialismo smithiano sarebbe una più accurata descrizione. Per esempio, i sostenitori del socialismo di libero mercato, tra cui Jaroslav Vanek, sostengono che i mercati autenticamente liberi non sono possibili in condizioni di proprietà privata dei mezzi di produzione come nel capitalismo. Al contrario Vanek sostiene che le differenze di classe e le disuguaglianze di reddito e potere derivanti dalla proprietà privata consentono agli interessi della classe dominante di sviare il mercato a loro favore sia sotto forma di monopolio e potere di mercato sia utilizzando la loro ricchezza e risorse per legiferare politiche governative a vantaggio dei loro specifici interessi commerciali. Inoltre Vanek afferma che i lavoratori in un'economia socialista basata su società cooperative e autogestite hanno incentivi più forti per massimizzare la produttività perché oltre a ricevere il loro stipendio fisso o salario ricevono una parte dei profitti in base alla prestazione complessiva della loro società. Anche alcune tendenze dell'anarchismo individualista, come l'anarchismo proudhoniano noto anche come mutualismo, spesso definito dall'anarchico francese Pierre-Joseph Proudhon (primo a usare il termine anarchismo e a definirsi come anarchico in senso positivo) come «individualismo sociale», possono rientrare nell'ambito dell'anarchismo sociale.
In generale la divisione tra anarchici sociali (anarco-collettivismo, anarco-comunismo e anarco-sindacalismo) e anarchici individualisti (anarchismo di mercato e mutualismo) è che i primi supportano un'economia pianificata decentralizzata mentre i secondi favoriscono il libero mercato. Lo stesso libero mercato come termine ha subito dei cambiamenti in quanto prima del XX secolo, in cui viene usato come sinonimo per il capitalismo, per libero mercato gli economisti classici come Adam Smith non intendevano necessariamente un mercato libero dalla regolamentazione come comunemente assunto, ma piuttosto libero da ogni forma di privilegio economico, monopoli e scarsità artificiali, implicando che le rendite economiche, vale a dire gli utili e i profitti generati da una mancanza di concorrenza perfetta, devono essere ridotte o eliminate il più possibile attraverso la libera concorrenza. Ciò ha portato alcuni anarchici individualisti a sostenere come il laissez-faire sia meglio servito sotto questa forma di socialismo piuttosto che sotto il capitalismo, con gli anarchici individualisti che analizzarono come il periodo d'oro del capitalismo laissez-faire nel XIX secolo (vedi i «robber baron»), esaltato dalla destra e disprezzato dalla sinistra come un periodo di massimo splendore del laissez-faire, non era affatto caratterizzato dal laissez-faire, ma in realtà era un periodo di enorme privilegio statale accordato al capitale. Questi socialisti sono noti come anarchici di mercato di sinistra per distinguerli dagli anarco-capitalisti, che secondo loro dovrebbero abbandonare la nomea del capitalismo in quanto sostenitori del libero mercato invece che del moderno capitalismo come modo di produzione e quindi evocare il linguaggio di anticapitalisti, socialisti e individualisti anarchici come Tucker, Spooner e il britannico Thomas Hodgskin.
In conclusione si può dire che la divisione in anarchismo sociale e anarchismo individualista sta nei mezzi e non nei fini, con gli anarchici sociali che si focalizzano sul sociale e più propensi all'organizzazione rispettando i principi anarchici mentre gli anarchici individualisti si focalizzano sull'individuo e sono più propensi a essere antiorganizzativi e spontaneisti. Il mutualismo di Proudhon è infatti visto come la via di mezzo o la terza categoria tra anarchismo sociale e anarchismo individualista, anche se viene considerato spesso parte dell'anarchismo sociale e a volte parte dell'anarchismo individualista, tanto che Proudhon parlò di individualismo sociale e descrisse il mutualismo e la libertà che perseguiva come la sintesi tra il comunismo e la proprietà. In ogni caso queste categorie non sono viste come mutualmente esclusive, tanto che per evitare ulteriori conflitti è nato l'anarchismo senza aggettivi e sintetista (supportato tra gli altri da Errico Malatesta, Fernando Tarrida del Mármol e Voltairine de Cleyre), che supportando la natura di libera associazione anarchica prevede la cooperazione e condivisione tra le varie scuole anarchiche, con una comunità anarchica basata su principi anarco-comunisti, un'altra su quelli collettivistici o sindacalistici e un'altra ancora su quelli mutualistici fintanto che i principi anarchici siano rispettati, con la proprietà che va dalla comunizzazione e proprietà collettiva dell'anarco-comunismo, alla collettivizzazione del collettivismo e alla proprietà privata basata sull'uso e il possesso del mutualismo, escludendo teorie considerate non anarchiche, come l'anarco-capitalismo e quello nazionalista, che supportano gerarchie capitalistiche, stataliste, militariste o basate sull'identità (quali razzismo, sessismo e specismo) e la proprietà privata di terra, risorse naturali, infrastrutture, strumenti di lavoro e in generale della proprietà privata produttiva, non facendo alcuna differenza con quella personale che gli anarchici supportano. A tal proposito lo stesso Malatesta scrisse: «Per conto mio non vi è differenza sostanziale, differenza di principi tra "individualisti" e "comunisti anarchici", tra "organizzatori" e "antiorganizzatori"; e si tratta più che altro di questioni di parole e di malintesi, inaspriti ed ingigantiti da questioni personali. [...] Ed in quanto all'organizzazione o alle organizzazioni nel senso del partito, vi è forse chi vorrebbe che gli anarchici restassero isolati gli uni dagli altri? Certamente che no. [...] Io dissi che "nei loro moventi morali e nei loro fini ultimi anarchismo individualista e anarchismo comunista sono la stessa cosa o quasi". La questione, secondo me, non è dunque tra "comunisti" e "individualisti", ma tra anarchici e non anarchici».